# Mohamed Hdidane
Mohamed Hdidane (in arabo محمد حديدان‎?; Nabeul, 27 aprile 1986) è un cestista tunisino.
È anche noto come Mohamed Hadidane.

## Carriera
Con la Tunisia ha disputato i Giochi olimpici di Londra 2012, due edizioni dei Campionati mondiali (2010, 2019) e cinque dei Campionati africani (2009, 2011, 2013, 2015, 2017).